# Чезана Брианца
Чеза̀на Бриа̀нца (на италиански: Cesana Brianza, на западноломбардски: Cesana, Чезана) е село и община в Северна Италия, провинция Леко, регион Ломбардия. Разположено е на 300 m надморска височина. Населението на общината е 2406 души (към 2014 г.).